# 張炳奎
張 炳奎（チャン・ビョンギュ、朝鮮語: 장병규、1920年 -  ）は、朝鮮民主主義人民共和国の政治家。朝鮮労働党中央委員会委員。中央検察所所長、最高人民会議法制委員会委員長などを歴任した。

## 経歴
1920年に生まれた。出生地は不明。1962年に平壌直轄市人民委員会建設局長に任命され、1962年に平壌地区建設委員会委員長に転じた。2010年4月に最高人民会議代議員・法制委員会委員に補選され、4月9日に開催された最高人民会議第12期第2回会議で最高検察所所長に任命された。同年9月28日に開催された朝鮮労働党第3回党代表者会で朝鮮労働党中央委員会委員に選出され、2011年4月7日に開催された最高人民会議第12期第4回会議で最高人民会議法制委員会委員長に補選された。同年12月17日に金正日総書記が死去した際には、国家葬儀委員会委員に選ばれた。2012年2月14日に金正日勲章を受賞した。
2014年3月9日に実施された最高人民会議第13期代議員選挙で代議員に再選され、4月9日に開催された最高人民会議第13期第1回会議で最高検察所所長に再任されたが、法制委員会委員長を解任された。2015年6月にロシアを訪問した。2016年5月9日に開催された朝鮮労働党第7次大会で朝鮮労働党中央委員会委員に再選された。
2017年4月11日に開催された最高人民会議第13期第5回会議で中央検察所所長を解任され、最高人民会議法制委員会委員から召喚された。

## 参考サイト
- 북한정보포털

| 先代新編 | 中央検察所所長2016年 - 2017年 | 次代金明吉 |

| 先代李吉松 | 最高検察所所長2010年 - 2016年 | 次代改編 |

| 先代 | 最高人民会議法制委員会委員長2011年 - 2014年 | 次代崔富日 |